# Carol Corbu
Carol Corbu (n. 8 februarie 1946, Văleni-Podgoria, Muscel, România) este un fost atlet român, specializat în săritură în lungime și triplusalt.

## Carieră
Prima lui performanță notabilă a fost medalia de bronz la Jocurile Europene de Juniori din 1966 în proba de triplusalt. În anul 1971 a obținut medalia de argint la Campionatul European în sală de la Sofia și medalia de bronz la Campionatul European de la Helsinki. Anul următor a câștigat argintul la Campionatul European în sală de la Grenoble și la Jocurile Olimpice de la München s-a clasat pe locul 4.
La Campionatul European în sală din 1973 de la Rotterdam el a câștigat medalia de aur și la Campionatul European din 1974 a ocupat locul 2. În anul 1976 a participat la Jocurile Olimpice de la Montreal unde s-a clasat pe locul 9.
Carol Corbu a fost multiplu campion national în probele de triplusalt și săritură în lungime și este primul român care a depășit pragul de 17,00 m la triplusalt. A fost antrenat de Ion Vorovenci, Elias Baruch și Ioan Söter.
În 2000 i-a fost conferită Medalia Națională „Serviciul Credincios” clasa a II-a și în 2004 a primit Ordinul Meritul Sportiv clasa a III-a.

## Realizări
| An   | Competiție                   | Locație                   | Loc | Eveniment  | Note    |
| ---- | ---------------------------- | ------------------------- | --- | ---------- | ------- |
| 1966 | Jocurile Europene de Juniori | Odesa, Uniunea Sovietică  | 3   | triplusalt | 15,43 m |
| 1969 | Jocurile Europene în sală    | Belgrad, Iugoslavia       | 3   | triplusalt | 16,20 m |
| 1969 | Campionatul European         | Atena, Grecia             | 4   | triplusalt | 16,56 m |
| 1970 | Campionatul European în sală | Viena, Austria            | 6   | triplusalt | 16,35 m |
| 1970 | Universiada                  | Torino, Italia            | 4   | triplusalt | 16,69 m |
| 1971 | Campionatul European în sală | Sofia, Bulgaria           | 2   | triplusalt | 16,83 m |
| 1971 | Campionatul European         | Helsinki, Finlanda        | 3   | triplusalt | 16,87 m |
| 1972 | Campionatul European în sală | Grenoble, Franța          | 9   | lungime    | 7,62 m  |
| 1972 | Campionatul European în sală | Grenoble, Franța          | 2   | triplusalt | 16,89 m |
| 1972 | Jocurile Olimpice            | München, Germania de Vest | 25  | lungime    | 7,54 m  |
| 1972 | Jocurile Olimpice            | München, Germania de Vest | 4   | triplusalt | 16,85 m |
| 1973 | Campionatul European în sală | Rotterdam, Olanda         | 1   | triplusalt | 16,80 m |
| 1974 | Campionatul European în sală | Göteborg, Suedia          | 10  | lungime    | 7,34 m  |
| 1974 | Campionatul European         | Roma, Italia              | 2   | triplusalt | 16,68 m |
| 1975 | Campionatul European în sală | Katowice, Polonia         | 5   | lungime    | 7,64 m  |
| 1975 | Campionatul European în sală | Katowice, Polonia         | 4   | triplusalt | 16,66 m |
| 1976 | Campionatul European în sală | München, Germania de Vest | 2   | triplusalt | 16,75 m |
| 1976 | Jocurile Olimpice            | Montreal, Canada          | 8   | triplusalt | 16,43 m |
| 1978 | Campionatul European în sală | Milano, Italia            | 4   | triplusalt | 16,41 m |
| 1978 | Campionatul European         | Praga, Cehoslovacia       | 14  | triplusalt | 16,02 m |

## Recorduri personale
| Probă              | Performanță | Dată             | Locație   |
| ------------------ | ----------- | ---------------- | --------- |
| lungime            | 7,75        | 1 august 1975    | București |
| triplusalt         | 17,12       | 13 iunie 1971    | Torino    |
| lungime în sală    | 7,92        | 13 febuarie 1972 | București |
| triplusalt în sală | 16,94       | 12 febuarie 1972 | București |